# Ossey-les-Trois-Maisons
Ossey-les-Trois-Maisons – miejscowość i gmina we Francji, w regionie Grand Est, w departamencie Aube.
Według danych na rok 1990 gminę zamieszkiwało 460 osób, a gęstość zaludnienia wynosiła 28 osób/km².